# کاروانسرای شاه
کاروانسرای شاه مربوط به دوره صفوی است و در شهرستان اصفهان، میدان امام، چهارسوی ضرابخانه واقع شده و این اثر در تاریخ ۱۷ اسفند ۱۳۸۱ با شمارهٔ ثبت ۷۶۴۲ به‌عنوان یکی از آثار ملی ایران به ثبت رسیده است.